# Garcinia oleosperma
Garcinia oleosperma (sin. Allanblackia floribunda), do 30 metara visoko korisno zimzeleno drvo iz porodice kluzijevki. Rasprostranjeno je po tropskoj Africi, od Gvineje na istok do DR Konga.
Od sjemenki se proizvodi kvaliteno ulje koje se prodaje na lokalnim tržnicama, a koristi se i za proizvodnju margarina. 
Ima i ljekovita svojstva. Dekokt unutarnje kore koristi se za liječenje proljeva, dizenterije i stomačnih bolova.

## Sinonimi
- Allanblackia klainei Pierre ex A.Chev.
- Allanblackia parviflora A.Chev.